# Coupe de Tunisie de football 1989-1990
Navigation
Coupe de Tunisie 1988-1989 Coupe de Tunisie 1990-1991
La coupe de Tunisie de football 1989-1990 est la 34e édition de la coupe de Tunisie depuis 1956, et la 59e en tenant compte des éditions jouées avant l'indépendance. Elle est organisée par la Fédération tunisienne de football (FTF).
La finale oppose pour la troisième fois, après 1961 et 1966, le Stade tunisien et l'Avenir sportif de La Marsa. C'est ce dernier club qui l'emporte au cours d'un match ouvert, ponctué par cinq buts.

## Résultats

### Premier tour
Ce tour est disputé entre les clubs de division 3 et division 4 : 42 au Nord et 42 au Sud.
- Enfida Sports - Jeunesse sportive d'El Omrane : 0 - 0 (t. a. b. : 4 - 5)
- Tinja Sport bat Union sportive de Djedeida
- El Alia Sport - Club sportif de Bargou : 2 - 0
- Union sportive de Sidi Bou Ali - Union sportive de Séjoumi : 3 - 1
- En-Nadi Ahly Landoulsi - Éclair testourien : 0 - 0 (t. a. b. : 3 - 4)
- Club sportif des municipaux - Étoile olympique La Goulette Kram : 1 - 0
- Jendouba Sports - Stade africain de Menzel Bourguiba : 1 - 0
- Mouldia sportive de Den Den - Kalâa Sport : 2 - 1
- Club sportif de Makthar - Association sportive de Ghardimaou : 3 - 0
- Sporting Club de Ben Arous - Étoile sportive de Radès : 0 - 1
- Association sportive Ittihad - Patriote de Sousse : 1 - 1 (t. a. b. : 5 - 3)
- Thala Sport - Étoile sportive de Gaâfour : 0 - 0 (t. a. b. : 4 - 3)
- Football Club de Jérissa - Vague sportive de Menzel Abderrahmane : 0 - 0 (t. a. b. : 4 - 3)
- El Ahly Mateur - Étoile sportive du Fahs : 0 - 1
- Club medjezien - Avenir sportif du Kef Barnoussa : 0 - 0 (t. a. b. : 3 - 4)
- Association sportive de l'Ariana - Espoir sportif de Bouficha : 1 - 0
- Stade nabeulien - Club sportif d'El Ouardia : 1 - 0
- Club sportif de Menzel Bouzelfa - Jeunesse sportive métouienne : 2 - 2 (t. a. b. : 3 - 4)
- Club sportif de Korba - Jeunesse sportive de La Manouba : 1 - 0
- Union sportive El Ansar - Croissant sportif de M'saken : 3 - 1
- STIR sportive de Zarzouna - Union sportive de Siliana : 0 - 1
- Espoir sportif de Haffouz - Étoile sportive de Gabès : 3 - 0
- Flambeau sportif de Sahline - Tataouine Sport : 2 - 1
- Espoir sportif de Jerba Midoun - Badr sportif d'El Aïn : 1 - 0
- Union sportive de Sbeïtla - Association sportive de Mahrès : 3 - 3 (t. a. b. : 5 - 4)
- Étoile sportive de Métlaoui - La Palme sportive de Tozeur : 0 - 0 (t. a. b. : 2 - 3)
- Association sportive de Djerba - Oasis sportive de Kébili: 1 - 1 (t. a. b. : 3 - 1)
- Jeunesse sportive de Ouedhref - Club olympique de Sidi Bouzid : 0 - 0 (t. a. b. : 3 - 4)
- Stade gabésien - Club sportif de Khniss : 3 - 1
- Jeunesse sportive Cité Habib - Union sportive de Zarzis : 3 - 0
- Sporting Club de Moknine - Aigle sportif de Jilma : 3 - 0
- Lion sportif de Ksibet Sousse - Avenir sportif de Tozeur : 0 - 0 (t. a. b. : 3 - 4)
- Union sportive de Ben Guerdane - Avenir sportif de Gabès : 0 - 0 (t. a. b. :  3 - 1)
- Flèche sportive de Gafsa-Ksar - Olympique de Médenine : Forfait
- Club sportif de Jebiniana - El Makarem de Mahdia : 1 - 2
- Union sportive de Métouia - Football Mdhilla Club : 2 - 0
- Ennahdha sportive de Jemmal bat Avenir sportif de Beni Khedache :
- Chehab sportif de Ouerdanine - Union sportive de Ksour Essef : 3 - 1
- Wided sportif d'El Hamma - Club sportif de Nefta : Forfait
- Croissant sportif de Redeyef bat Astre sportif de Degache
- Kerkennah Sport bat Progrès sportif de Sakiet Eddaïer
- Étoile sportive de Fériana bat Gazelle sportive de Moularès

### Deuxième tour
Le tour voit la participation de 72 clubs : 42 qualifiés du premier tour, les quatorze clubs de Ligue II, appelée alors division d'honneur, et les seize représentants des ligues régionales.
- Union sportive de Bousalem (Ligue II) - Olympique du Kef (Ligue II) : 1 - 1 (t. a. b. : 3 - 4)
- Stade soussien (Ligue II) - Association Mégrine Sport (Ligue II) : 1 - 0
- Jeunesse sportive kairouanaise (Ligue II) - Espoir sportif de Haffouz : 1 - 0
- Étoile sportive de Béni Khalled (Ligue II) - Club sportif de Makthar : 1 - 0
- Stade sportif de Kébili (Ligue Sud-Ouest) - Club sportif hilalien (Ligue II) : 1 - 1 (t. a. b. : 4 - 5)
- STIA Sousse (Ligue II) - Flambeau sportif de Sahline : 2 - 1
- El Gawafel sportives de Gafsa-Ksar (Ligue II) - Kerkennah Sport : 2 - 1
- Espoir sportif de Jerba Midoun - Espérance sportive de Zarzis (Ligue II) : 0 - 1
- Union sportive de Sbeïtla - Stade sportif sfaxien (Ligue II) : 3- 0
- Grombalia Sports (Ligue II) - Association sportive Ittihad : Forfait
- Club athlétique bizertin (Ligue II) - Association sportive de Hammamet (Ligue Tunis-Cap Bon) : 5 - 0
- Océano Club de Kerkennah (Ligue II) - Club sportif Hazgui (Ligue Sud) : 6 - 0
- Stade sportif de Sommar (Ligue Sud-Est) - La Palme sportive de Tozeur : 0 - 6
- Mine sportive de Métlaoui (Ligue Sud-Ouest) - Stade sportif de Meknassy (Ligue Sud) : 1 - 1 (t. a. b. : 3 - 5)
- Avenir sportif de Rejiche (Ligue Centre-Est) - Association sportive de Djerba : 1 - 1 (t. a. b. :  3 - 0)
- Club olympique de Sidi Bouzid - Jeunesse sportive de Rogba (Ligue Sud-Est) : 0 - 0 (t. a. b. : 4 - 3)
- Association sportive de l'Ariana - Club sportif de Sidi Bourouis (Ligue Nord-Ouest) : 5 - 0
- Flèche sportive de Zeramdine(Ligue Centre-Est) - Stade gabésien : 2 - 0
- Dahmani Athlétique Club (Ligue Nord-Ouest) - Thala Sport : 3 - 1
- Football Club de Jérissa - Avenir sportif de Nefza-Jebel Labiodh (Ligue Nord) : 0 - 1
- Union sportive temimienne (Ligue Tunis-Cap Bon) - Hirondelle sportive de Kalâa Kebira (Ligue Centre) : 1 - 0
- Union sportive de Nadhour (Ligue Centre) - Astre sportif de Menzel Jemil (Ligue Nord) : 2 - 0
- Étoile sportive du Fahs - Étoile sportive de Radès : 0 - 0 (t. a. b. : 4 - 3)
- Jeunesse sportive Cité Habib - Sporting Club de Moknine : 2 - 0
- Avenir sportif de Tozeur - Union sportive de Ben Guerdane : Forfait
- Flèche sportive de Gafsa-Ksar - El Makarem de Mahdia : 1 - 0
- Union sportive de Métouia - Ennahdha sportive de Jemmel: 1 - 0
- Wided sportif d'El Hamma - Chehab sportif de Ouerdanine : 3 - 0
- Avenir sportif du Kef Barnoussa - Stade nabeulien : 2 - 2 (t. a. b. : 3 - 1)
- Union sportive El Ansar - Union sportive de Siliana : 1 - 0
- Jeunesse sportive d'El Omrane - Jendouba Sports : 1 - 0
- Éclair testourien - Jeunesse sportive métouienne : 2 - 2 (t. a. b. : 4 - 3)
- Tinja Sport - Club sportif de Korba : 1 - 1 (t. a. b. : 5 - 3)
- Club sportif des municipaux - El Alia Sport : 2 - 0
- Mouldia sportive de Den Den - Union sportive de Sidi Bou Ali : 1 - 3
- Croissant sportif de Redeyef - Étoile sportive de Fériana : 2 - 0

### Troisième tour
Le tour oppose les 36 équipes qualifiées du deuxième tour.
- Olympique du Kef - Flèche sportive de Gafsa-Ksar : 1 - 0
- Stade soussien - Avenir sportif de Rejiche : 1 - 1 (t. a. b. : 4 - 5)
- Stade sportif de Meknassy - Club sportif des municipaux : 0 - 0 (t. a. b. : 5- 4)
- Jeunesse sportive kairouanaise - STIA Sousse : 1 - 0
- Étoile sportive de Béni Khalled - Étoile sportive du Fahs : 2 - 1
- Club sportif hilalien - Jeunesse sportive d'El Omrane : 0 - 0 (t. a. b. : 7 - 6)
- Espérance sportive de Zarzis - Avenir sportif de Tozeur : 2 - 0
- Union sportive de Sidi Bou Ali - Grombalia Sports : 0 - 0 (t. a. b. : 9 - 8)
- Association sportive de l'Ariana - Club athlétique bizertin : 0 - 1
- Océano Club de Kerkennah - Croissant sportif de Redeyef : 5 - 1
- La Palme sportive de Tozeur - Union sportive de Sbeïtla : 3 - 0
- Dahmani Athlétique Club - Éclair testourien : 1 - 1 (t. a. b. : 1 - 2)
- Avenir sportif de Nefza-Jebel Labiodh - Union sportive de Nadhour : 1 - 1 (t. a. b. : 3 - 4)
- Jeunesse sportive Cité Habib - Club olympique de Sidi Bouzid : 0 - 1
- Union sportive de Métouia - Union sportive temimienne : 1 - 0
- Wided sportif d'El Hamma - El Gawafel sportives de Gafsa-Ksar : 0 - 1
- Avenir sportif du Kef Barnoussa - Flèche sportive de Zeramdine : 2 - 1
- Tinja Sport bat Union sportive El Ansar

### Seizièmes de finale
Trente deux équipes participent à ce tour, les 18 qualifiés du tour précédent et les quatorze clubs de la division nationale (Ligue I). Les matchs sont joués le 11 février 1990.
| Équipe 1                        | Équipe 2                           | Score 90' | Score 120' | Tirs au but |
| ------------------------------- | ---------------------------------- | --------- | ---------- | ----------- |
| Olympique de Béja               | Éclair testourien                  | 2 - 0     |            |             |
| Sfax railway sport              | Étoile sportive de Béni Khalled    | 3 - 0     |            |             |
| Union sportive de Métouia       | Jeunesse sportive kairouanaise     | 1 - 3     |            |             |
| Avenir sportif du Kef Barnoussa | Olympique du Kef                   | 0 - 1     |            |             |
| Stade tunisien                  | El Gawafel sportives de Gafsa-Ksar | 3 - 1     |            |             |
| Club africain                   | Tinja Sport                        | 4 - 1     |            |             |
| La Palme sportive de Tozeur     | Club sportif des cheminots         | 1 - 1     | 1 - 1      | 3 - 1       |
| Stade sportif de Meknassy       | Avenir sportif de La Marsa         | 0 - 1     |            |             |
| Club sportif sfaxien            | Avenir sportif de Kasserine        | 0 - 0     | 3 - 0      |             |
| Club sportif de Hammam Lif      | Club sportif hilalien              | 3 - 3     | 3 - 3      | 2 - 4       |
| Avenir sportif d'Oued Ellil     | Avenir sportif de Rejiche          | 2 - 0     |            |             |
| Club olympique de Sidi Bouzid   | Union sportive de Nadhour          | 1 - 0     |            |             |
| Club olympique des transports   | Espérance sportive de Tunis        | 0 - 3     |            |             |
| Étoile sportive du Sahel        | Océano Club de Kerkennah           | 0 - 3     |            |             |
| Espérance sportive de Zarzis    | Union sportive de Sidi Bou Ali     | 2 - 1     |            |             |
| Club athlétique bizertin        | Union sportive monastirienne       | 1 - 0     |            |             |

### Huitièmes de finale
| Date         | Équipe 1                       | Équipe 2                      | Score 90' | Score 120' | Tirs au but |
| ------------ | ------------------------------ | ----------------------------- | --------- | ---------- | ----------- |
| 11 mars 1990 | La Palme sportive de Tozeur    | Stade tunisien                | 1 - 3     |            |             |
| 11 mars 1990 | Club africain                  | Club olympique de Sidi Bouzid | 3 - 0     |            |             |
| 11 mars 1990 | Club sportif hilalien          | Club sportif sfaxien          | 1 - 0     |            |             |
| 11 mars 1990 | Avenir sportif de La Marsa     | Avenir sportif d'Oued Ellil   | 2 - 0     |            |             |
| 11 mars 1990 | Sfax railway sport             | Olympique du Kef              | 3 - 1     |            |             |
| 11 mars 1990 | Jeunesse sportive kairouanaise | Espérance sportive de Zarzis  | 2 - 0     |            |             |
| 11 mars 1990 | Club athlétique bizertin       | Espérance sportive de Tunis   | 1 - 0     |            |             |
| 11 mars 1990 | Océano Club de Kerkennah       | Olympique de Béja             | 3 - 1     |            |             |

### Quarts de finale
| Date         | Équipe 1                       | Équipe 2                   | Score 90' | Score 120' | Tirs au but |
| ------------ | ------------------------------ | -------------------------- | --------- | ---------- | ----------- |
| 8 avril 1990 | Club athlétique bizertin       | Avenir sportif de La Marsa | 2 - 2     | 2 - 2      | 3 - 5       |
| 8 avril 1990 | Stade tunisien                 | Océano Club de Kerkennah   | 1 - 0     |            |             |
| 8 avril 1990 | Jeunesse sportive kairouanaise | Club africain              | 1 - 1     | 3 - 1      |             |
| 8 avril 1990 | Club sportif hilalien          | Sfax railway sport         | 1 - 0     |            |             |

### Demi-finales
| Date        | Équipe 1                   | Équipe 2                       | Score 90' |
| ----------- | -------------------------- | ------------------------------ | --------- |
| 20 mai 1990 | Avenir sportif de La Marsa | Jeunesse sportive kairouanaise | 2 - 0     |
| 20 mai 1990 | Stade tunisien             | Club sportif hilalien          | 1 - 0     |

### Finale
| Date         | Équipe 1                   | Équipe 2       | Score 90' |
| ------------ | -------------------------- | -------------- | --------- |
| 28 juin 1990 | Avenir sportif de La Marsa | Stade tunisien | 3 - 2     |

Les buts de la finale sont marqués par Fethi Trabelsi (21e min), Hatem Ben Belgacem (53e min) et Wahbi Echi (83e min) pour l'ASM et par Hechmi Sassi (30e min) et Tarek Ben Ahmed (90e min) pour le ST. La rencontre est dirigée par Fethi Boussetta avec l'assistance de Mahmoud Hosny et Abderrazak Sediri, alors que Rachid Ben Khedija est quatrième arbitre.
Les formations alignées sont :
- Avenir sportif de La Marsa (entraîneur : Aleksandar Kostov) : Naceur Bedoui - Mohamed Gasri, Hichem Louici, Hatem Ben Belgacem, Mohamed Ali Mahjoubi, Houcine Sahraoui, Anouar Ben Abdallah, Fethi Trabelsi, Wahbi Echi (puis Sami Ben Moussa), Fethi Oueslati (puis Adel Ben Zine)
- Stade tunisien (entraîneur : Biggy[Qui ?]) : Mondher Ben Jaballah - Taoufik Mhedhebi, Jalel Bellakhdhar, Saber El Ghoul, Hichem Draoui (puis Tarek Ben Ahmed), Faouzi Ben Farhat, Abdelhamid Hergal, Hechmi Sassi, Kamel Khemiri, Tarek Haouari, Hichem Necibi (puis Abdelkader Rakbaoui)

## Meilleur buteur
Wahbi Echi (ASM) et Ezzeddine Haj Sassi (OCK) marquent chacun trois buts dans cette compétition.